# Ploščati hrošč
Ploščati hrošč (znanstveno ime Nemosoma elongatum) je hrošč iz družine Trogossitidae.

## Opis
Ploščati hrošč je najpomembnejši plenilec ličink, bub in hroščev šesterozobega smrekovega lubadarja, ki jih lovi v njihovih rovih. Samica odloži jajčeca v razpoke v skorji, po izleganju pa se ličinka podajo v rove smrekovih podlubnikov, kjer se skozi štiri razvojne stadije hranijo z jajčeci, ličinkami in mladimi hrošči smrekovih podlubnikov. Ploščati hrošč prezimuje v vseh razvojnih stadijih in ima eno generacijo na leto.